# Tagebuch

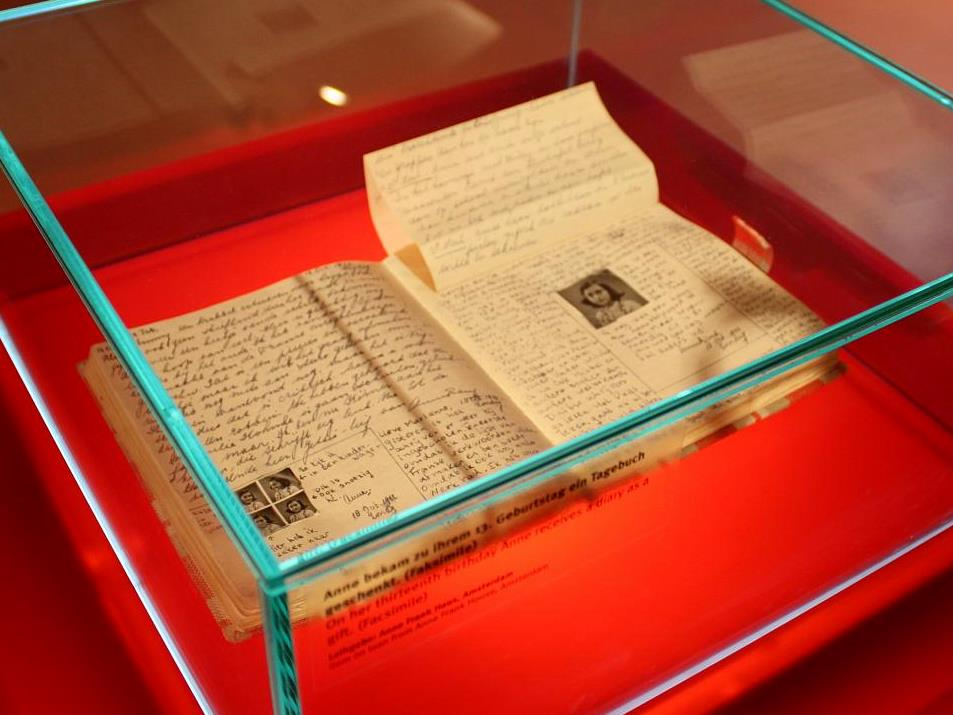
Ein Faksimile des handschriftlichen Tagebuchs der Anne Frank, ausgestellt in Berlin.

Ein Tagebuch (auch Diarium [lateinisch diarium] oder Memoire [französisch mémoire], „schriftliche Darlegung“, „Denkschrift“) ist eine autobiografische Aufzeichnung als Selbstzeugnis in chronologischer Form.

## Allgemeines
Es wird oft nicht mit dem Ziel einer späteren Veröffentlichung geschrieben. Publizierte Tagebücher, oft für diesen Zweck verfasst, sowie literarische oder fiktionale Werke in dieser Form bilden das Genre der Tagebuchliteratur.

## Merkmale
Der Inhalt von Diarien ist normalerweise privater Natur; das Tagebuch verfolgt die „Linie des eigenen Lebens“. Es gibt einen frischen Eindruck des Erlebten wieder. In einem Tagebuch werden Erlebnisse, eigene Aktivitäten, aber auch Stimmungen und Gefühle aufgezeichnet. Es ist ein Medium der Selbstvergewisserung und zeichnet sich durch einen hohen Grad an Subjektivität aus. Die Bewertung von Ereignissen und Gedanken ist oft unsicher; häufig klärt sie sich erst auf längere Sicht. Private Tagebücher sind in vielen Fällen direkter und unvermittelter als Schriften, die der Veröffentlichung dienen. Denn: Wer bereits „im Bewusstsein einer Veröffentlichung eine persönliche Aufzeichnung niederschreibt, betreibt Selbstzensur.“ Zugleich aber gilt: „Wie sehr er auch immer um Authentizität bemüht ist: der Tagebuchschreiber und der Beschriebene sind stets zwei.“
Der Stil eines Tagebuchs kann sehr unterschiedlich sein; möglich ist alles „von der anspruchlosesten Alltagsprosa bis zur Höhe des sprachlichen Kunstwerkes“ (Peter Boerner). Typisch für die Diaristik ist das Unsystematische und Bruchstückhafte. Spätere Eintragungen müssen nicht auf früheren fußen. Ein Kennzeichen aller Tagebücher ist die Regelmäßigkeit des Berichtens; gelegentlich wird die Tagebuchführung aber unterbrochen, um zu einem späteren Zeitpunkt wieder aufgenommen zu werden. In Tagebüchern legen Menschen Zeugnis ab über sich und ihre Umwelt, wodurch private Tagebücher aus Nachlässen eine wichtige Quelle für Historiker werden können.

## Geschichte

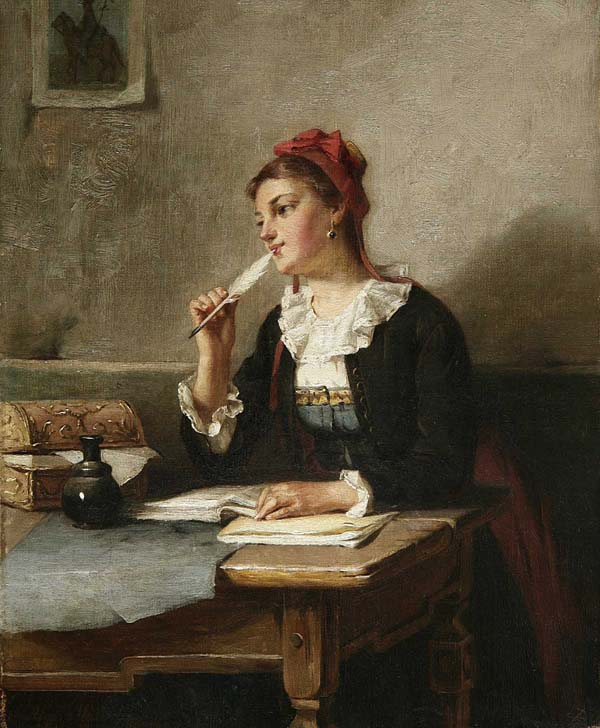
August Müller, Liebesglück – der Tagebucheintrag

Vorläufer des Tagebuches im heutigen Sinne lassen sich schon in der Antike finden. Ein Beispiel dafür sind die assyrischen Tontafelkalender aus dem sechsten Jahrhundert mit Notizen über Marktpreise, Wasserstände, Wetterverhältnisse und Ähnliches. Die Tatenberichte babylonischer Herrscher oder römischer Kaiser, sowie Aufzeichnungen von Träumen und deren Deutung, sind ebenfalls erste Versuche, Ereignisse festzuhalten. Im Mittelalter sind Chroniken, Logbücher und Aufzeichnungen von Mystikerinnen die Vorreiter des Tagebuches. Allerdings sind all diese Textformen noch keine Aufzeichnungen von Einzelpersonen über persönliche Erlebnisse und Gedanken oder gar Banalitäten.
Das Tagebuchschreiben im heutigen Sinne setzt in Europa mit der Renaissance ein. Durch das wachsende Ich-Bewusstsein des Menschen und sein selbstbewusstes Heraustreten aus der Anonymität gewinnen Meinungen und Darstellungen von Erlebnissen an Bedeutung. Der Mensch wird Zeuge vieler neuer Erfahrungen und Entwicklungen, die in dieser Schwellenzeit zwischen dem Mittelalter und der Neuzeit auftreten. Eine begünstigende technische Entwicklung ist die zunehmende Verbreitung von Papier, das gegenüber Pergament ein erschwingliches Schreibmaterial darstellt.
Bloßes Registrieren des alltäglichen Geschehens, wie beispielsweise in Logbüchern oder Berichten, reicht nicht mehr aus. Der Mensch will die neuen Eindrücke verarbeiten und tut dieses in Beobachtungs- und Reisejournalen oder Memorialbüchern. Ein Beispiel für diese Veränderung ist das anonym geschriebene Journal d’un bourgeois de Paris. Hier werden Beobachtungen über das Zeitgeschehen der Jahre 1405 bis 1449 beschrieben und durch Kommentare begleitet. An diesem Text werden auch subjektive Reaktionen auf den gesellschaftlichen Wandel dieser Zeit sichtbar. Vorwiegend sind die Tagebücher dieser Zeit aber noch Chroniktagebücher, in denen die Beobachtung den Vorrang vor der Reflexion hat. In Deutschland gilt das noch bis ins 17. Jahrhundert hinein.
Das Tagebuch des Engländers Samuel Pepys (1633–1703), eines der meistzitierten Werke der englischen Literatur, wirkt dagegen völlig modern. Der Staatssekretär im Marineamt legte in dem zehnbändigen, in Kurzschrift verfassten Tagebuch vom 1. Januar 1660 bis zum 31. Mai 1669 regelmäßig Rechenschaft vor sich ab. Im strenggläubigen, lustfeindlichen Puritanismus der Cromwell-Zeit wurzelnd, führt Pepys einen täglichen Kampf mit seinen tatsächlichen oder vermeintlichen Schwächen, wie Eitelkeit, Genusssucht oder sexueller Begierde. Gleichberechtigt neben den Ereignissen der Restaurationsepoche schildert er die Befindlichkeiten des eigenen Ichs mit bis dahin nicht gekannter Offenheit. So kommen seine Freuden und Genüsse ebenso zum Ausdruck wie etwa seine Ängste vor Strafe, Krankheit oder Tod. Pepys unterzieht in seinem Tagebuch sein eigenes wie auch fremdes Verhalten einer kritischen Prüfung und schlägt damit die Brücke vom objektiv-privaten Tagebuch der Renaissance zum subjektiv-privaten Tagebuch der Gegenwart.
Ab dem 18. Jahrhundert wird die Diaristik zunehmend subjektiver. Durch das politische System des Absolutismus zieht sich der Bürger ins Private zurück. Auch die Religion wird, besonders im Pietismus, zunehmend subjektiviert, wodurch viele religiöse Tagebücher entstanden, die als Mittel zur Seelenerforschung oder als Beichte dienten. Es zeichnete sich beim Tagebuch ein geänderter Begriffsinhalt ab, als 1704 Johann Hübner das Tagebuch definierte als „kaufmännisch ein Buch, worin die laufenden Geschäfte der Zeit nach geordnet eingetragen werden“.
In der Aufklärung verstärkt sich die Tendenz, das Tagebuch als einen persönlichen Rechenschaftsbericht zu sehen, während die empfindsamen Tagebücher in erster Linie die eigenen Gefühle und Wahrnehmungen psychologisch beschreiben. Das französische Journal intime greift im 19. Jahrhundert die Ich-Analyse des empfindsamen Tagebuches auf und verstärkt diese Tendenz.

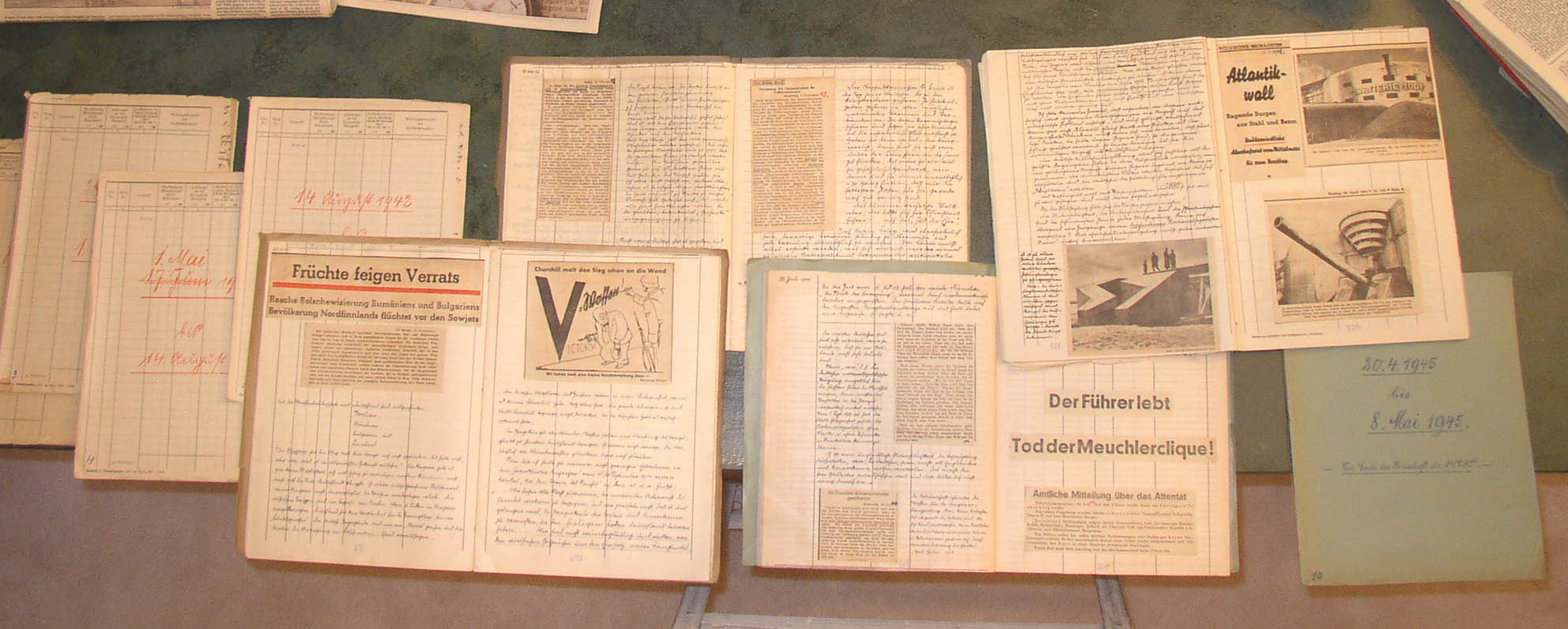
Die Tagebücher Friedrich Kellners dokumentieren die Zeit des Nationalsozialismus

Im Deutschland des 19. Jahrhunderts werden Autoren wie E.T.A. Hoffmann oder Friedrich Hebbel von den französischen Intimisten beeinflusst. In der zweiten Hälfte des 19. Jahrhunderts wird das Tagebuch wieder etwas objektiver und dient als literarische Werkstatt oder Erinnerungshilfe.
Das Tagebuchschreiben wird besonders im 20. Jahrhundert immer populärer. Ausnahmesituationen, wie die beiden Weltkriege und die politische und soziale Isolation während der nationalsozialistischen Diktatur, veranlassen die Menschen zunehmend, ihre Erlebnisse in Tagebüchern niederzuschreiben. Es entstehen Tagebücher von Opfern von Krieg und Gewalt. Berühmtestes Werk dieser Zeit ist das Tagebuch der Anne Frank. Den alltagsgeschichtlichen Wert von Tagebüchern brachte seit den 1980er Jahren Walter Kempowski zur Geltung, der an seinem Wohnort in Nartum (Haus Kreienhoop) ein umfangreiches Archiv anlegte. 1998 folgte das Deutsche Tagebucharchiv in Emmendingen, das als Verein organisiert ist.
Als Formen des 21. Jahrhunderts haben sich Weblogs als öffentlich einsehbare Tagebücher und Tagebuch-Communitys, die autobiografische Ereignisse mit Zeit- und Ortsangaben, Karten, Fotos und Sounds verknüpfen, etabliert. In einem Diary Slam lesen Menschen ihre Tagebücher aus Teenager-Tagen einem Publikum vor. Weiterhin spielt auch Tagebuch-Software, die Tagebucheinträge chronologisch verwaltet und Suchoptionen ermöglicht, eine Rolle. Während der COVID-19-Pandemie entstanden zahlreiche Corona-Tagebücher.
Spezielle Tagebücher dienen nautischen (Logbuch) und militärischen (Kriegstagebuch) Zwecken. Medizinischen, psychologischen und pädagogischen Verwendungen dienen Schlaftagebuch, Traumtagebuch und Lesetagebuch.

## Schmerz, Therapie, Heilung
In wichtigen Diarien der Moderne erscheint die Reflexion von seelischem Schmerz als Leitmotiv und scheint einen ästhetischen Selbstzweck zu besitzen: André Gides Journal etwa, oder das Diario segreto Giacomo Leopardis, Charles Baudelaires Journaux intimes, Cesare Paveses Il mestiere di vivere, Ernst Jüngers Strahlungen, Fernando Pessoas Livro do desassossego oder die Tagebücher Friedrich Hebbels und Franz Kafkas. Leopardi spricht im Diario Segreto von seinem „caro dolore“, also seinem „lieben Schmerz“, Pavese bemerkt in seinen Tagebuchnotizen, „daß das erste Anzeichen von Schmerz eine Regung der Freude, der Dankbarkeit, der Erwartung in uns auslöst“, und bei Friedrich Hebbel findet sich die Notiz: „Den Schmerz wie einen Mantel um sich schlagen“. Heilend kann also auch die Glorifizierung des seelischen Schmerzes sein.
Studien haben gezeigt, dass das Schreiben von Tagebüchern einen heilenden Effekt haben kann, besonders bei der Verarbeitung negativer Erfahrungen. Dies wird durch das Freigeben verborgener Gefühle bewirkt oder indem der Schreiber eine andere Perspektive zu dem Problem einnimmt. Das Tagebuchschreiben wird auch als therapeutische Methode eingesetzt (Schreiben als Therapie, Poesietherapie). Hierbei wird in der Regel keine Veröffentlichung angestrebt, sondern es steht der Veränderungsprozess des Schreibenden durch das Verfassen seiner Aufzeichnungen im Vordergrund.

## Veröffentlichungen

### Bekannte Autoren

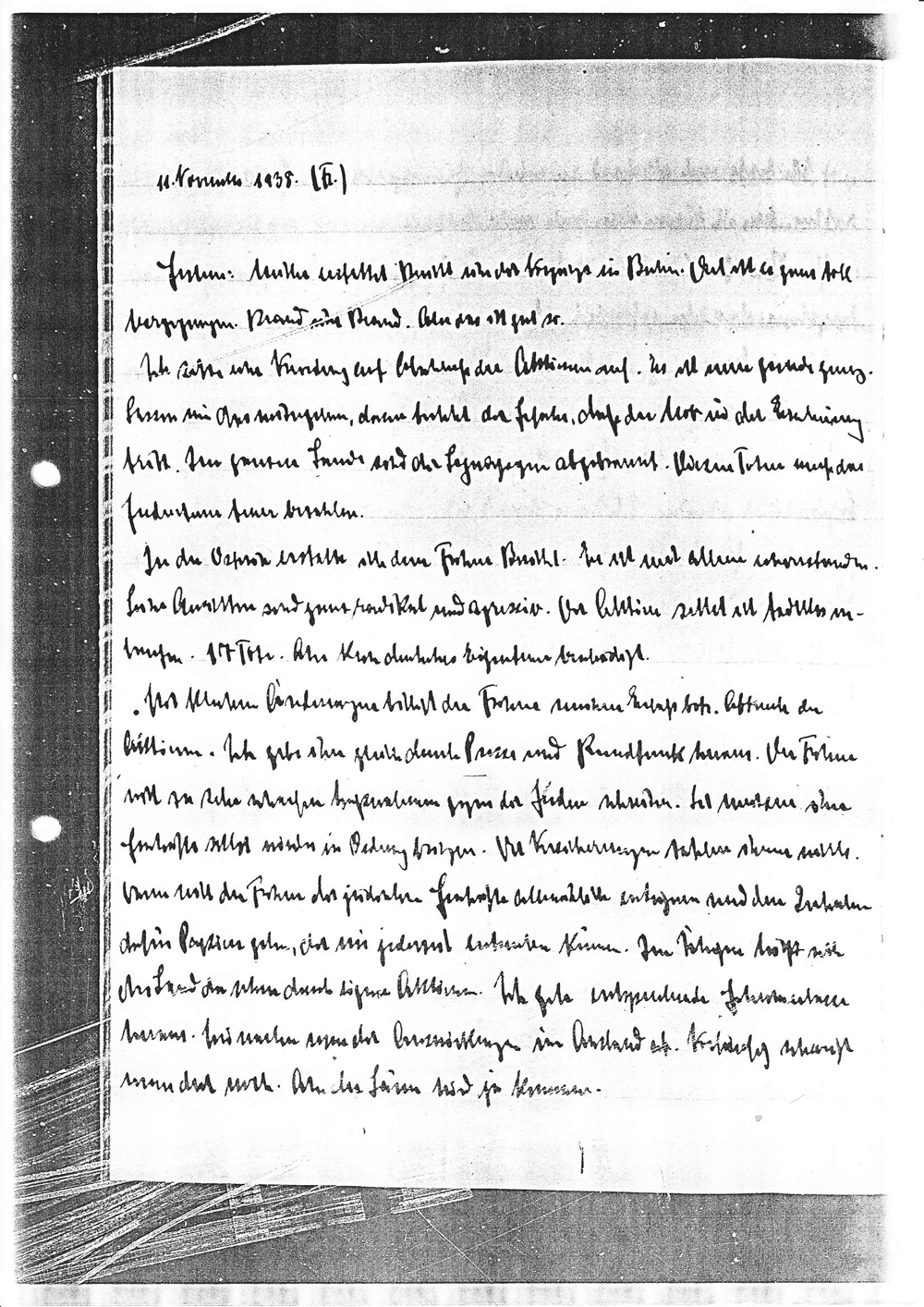
Tagebucheinträge Joseph Goebbels’ vom 10. und 11. November 1938

→ Diese Auswahl enthält nur Autoren, deren Tagebücher in der deutschsprachigen Wikipedia nachgewiesen sind
Bekannte Tagebuchschreiber sind oder waren Kurt Cobain, Rudi Dutschke, Joseph von Eichendorff, Max Frisch, André Gide, Cornelia Goethe, Johann Wolfgang von Goethe, Julien Green, Carl Gustav Jung, Ernst Jünger, Franz Kafka, Walter Kempowski, Selma Lagerlöf, Thomas Mann, Erich Mühsam, Anaïs Nin, Peter Noll, Hans Erich Nossack, Samuel Pepys, Sylvia Plath, Luise Rinser, Peter Rühmkorf, Arthur Schnitzler, Robert Falcon Scott, Leo Tolstoi und Virginia Woolf.
Zeitgenössische Tagebücher aus der Zeit des Nationalsozialismus und der unmittelbaren Nachkriegszeit stammen von Galeazzo Ciano, Anne Frank, Wladimir Gelfand, Joseph Goebbels, Alexander Hohenstein (Franz Heinrich Bock), Victor Klemperer, Jochen Klepper, William L. Shirer und Otto Wolf.
Der österreichische Politiker Josef Staribacher beschreibt in seinen Tagebüchern insbesondere die Regierungszeit des Bundeskanzlers Bruno Kreisky.

### Bekannte Tagebücher
→ Diese Auswahl enthält nur Tagebücher, die in der deutschsprachigen Wikipedia einen eigenen Artikel haben. Die Jahreszahlen geben die Laufzeit an.
- Emmanuel Herzog von Croÿ: Nie war es herrlicher zu leben, 1737–1784
- Georg Christoph Lichtenberg: Sudelbücher, 1764–1799
- Georg August Zenker: Tagebuch der Jaunde-Station, 1889–1895
- Arthur Schnitzler: Tagebuch, 1879–1931
- Franz Kafka: Tagebücher, 1909–1923
- Michael von Faulhaber: Tagebücher von Michael Kardinal von Faulhaber, 1911–1952
- Victor Klemperer: Tagebücher, 1918–1959
- Selma Lagerlöf: Tagebuch der Selma Ottilia Lovisa Lagerlöf, 1932
- Ilja Ilf und Jewgeni Petrow: Eingeschossiges Amerika, 1936
- Jochen Klepper: Unter dem Schatten deiner Flügel, 1932–1942
- Anne Frank: Tagebuch der Anne Frank, 1942–1944
- Erich Kästner: Notabene 45, 1945
- Max Frisch: Tagebuch 1946–1949, Tagebuch 1966–1971, Aus dem Berliner Journal 1973–1974, Entwürfe zu einem dritten Tagebuch 1982
- Helmuth Schönauer: Tagebuch eines Bibliothekars, 1982–2018

### Fiktive und literarische Titel
→ Diese Auswahl enthält nur tagebuchartige Werke, die in der deutschsprachigen Wikipedia einen eigenen Artikel haben. Die Jahreszahlen geben das Ersterscheinungsjahr an.
- Matsuo Bashō: Oku no Hosomichi, 1689
- Anders Jacobsson und Sören Olsson: Berts Katastrophen, schwedisch 1987–1999, deutsch 1990–2005
- Uwe Johnson: Jahrestage, 1970–1983
- Walter Kempowski: Das Echolot. Ein kollektives Tagebuch, 1993–2005
- Konrad Kujau: Hitler-Tagebücher, 1983
- Lu Xun: Tagebuch eines Verrückten, 1918
- Octave Mirbeau: Tagebuch einer Kammerzofe, 1900
- William L. Pierce: The Turner Diaries, 1996
- Sue Townsend: Adrian Mole, englisch 1982–2009
- Robert Walser: Jakob von Gunten, 1909
- Gregs Tagebuch ab 2008

## Tagebucharchiv
Am 14. Januar 1998 wurde der Verein Deutsches Tagebucharchiv e. V. gegründet. Einsender aus ganz Deutschland schicken nicht nur Funde aus Nachlässen, die bis zur Wende vom 18. zum 19. Jahrhundert zurückreichen, ins Deutsche Tagebucharchiv nach Emmendingen. Es treffen auch regelmäßig vielfältige Aufzeichnungen von Zeitgenossen ein.